# ليوبولدو فاليجوس
ليوبولدو فاليجوس (بالإسبانية: Leopoldo Vallejos)‏ مواليد 16 يوليو 1944 في تشيلي، هو لاعب كرة قدم تشيلي سابق كان يلعب كحارس مرمى. سبق له أن لعب في كأس العالم لكرة القدم مع منتخب بلاده.

## روابط خارجية
- ليوبولدو فاليجوس على موقع الاتحاد الدولي (مؤرشف)  (الإنجليزية)
- ليوبولدو فاليجوس على موقع قاعدة بيانات كرة القدم.إي يو (الإنجليزية)
- ليوبولدو فاليجوس على موقع ناشيونال فوتبول تيمز (الإنجليزية)